# Aigues-Mortes
Aigues-Mortes [ɛgˈmɔʀt] (okzitanisch Aigasmòrtas) ist eine Stadt im französischen Département Gard mit 8707 Einwohnern (Stand 1. Januar 2022). Sie ist eine der größten noch erhaltenen mittelalterlichen Festungsstädte.

## Geografie
Der Name „Aigues-Mortes“ bedeutet tote Wasser. Die Einwohner werden gemeinhin Aiguemortais bzw. Aiguemortaises genannt.
Im 13. Jahrhundert als Hafenstadt konzipiert, lag Aigues-Mortes damals an den Ufern einer großflächigen Lagune und war durch Kanäle mit dem Mittelmeer verbunden. Zum westlichen Delta der Rhône führten Wege durch weitläufige Moore. Anlässlich der Stadtgründung wurde eine Fernstraße auf einem Damm angelegt, die die einzige Verbindung zum Festland bildete und durch den Tour Carbonnière verteidigt wurde.
Nach der Verlandung der Flachwasserzone liegt Aigues-Mortes heute rund sechs Kilometer vom Meer entfernt, ist aber von dort aus noch über einen Kanal erreichbar. Die Stadt liegt außerdem am Canal du Rhône à Sète, einer schiffbaren Verbindung zwischen der Rhone und Sète. Von dort besteht eine Verbindung zum Canal du Midi.

## Geschichte

### Antike
Gaius Marius erwähnt eine Siedlung an diesem Ort um 102 v. Chr. Der Name Ayga Mortas („Totes Wasser“) wird erstmals im 10. Jahrhundert verwendet.

### Mittelalterliche Stadtgründung

Stadtbefestigung

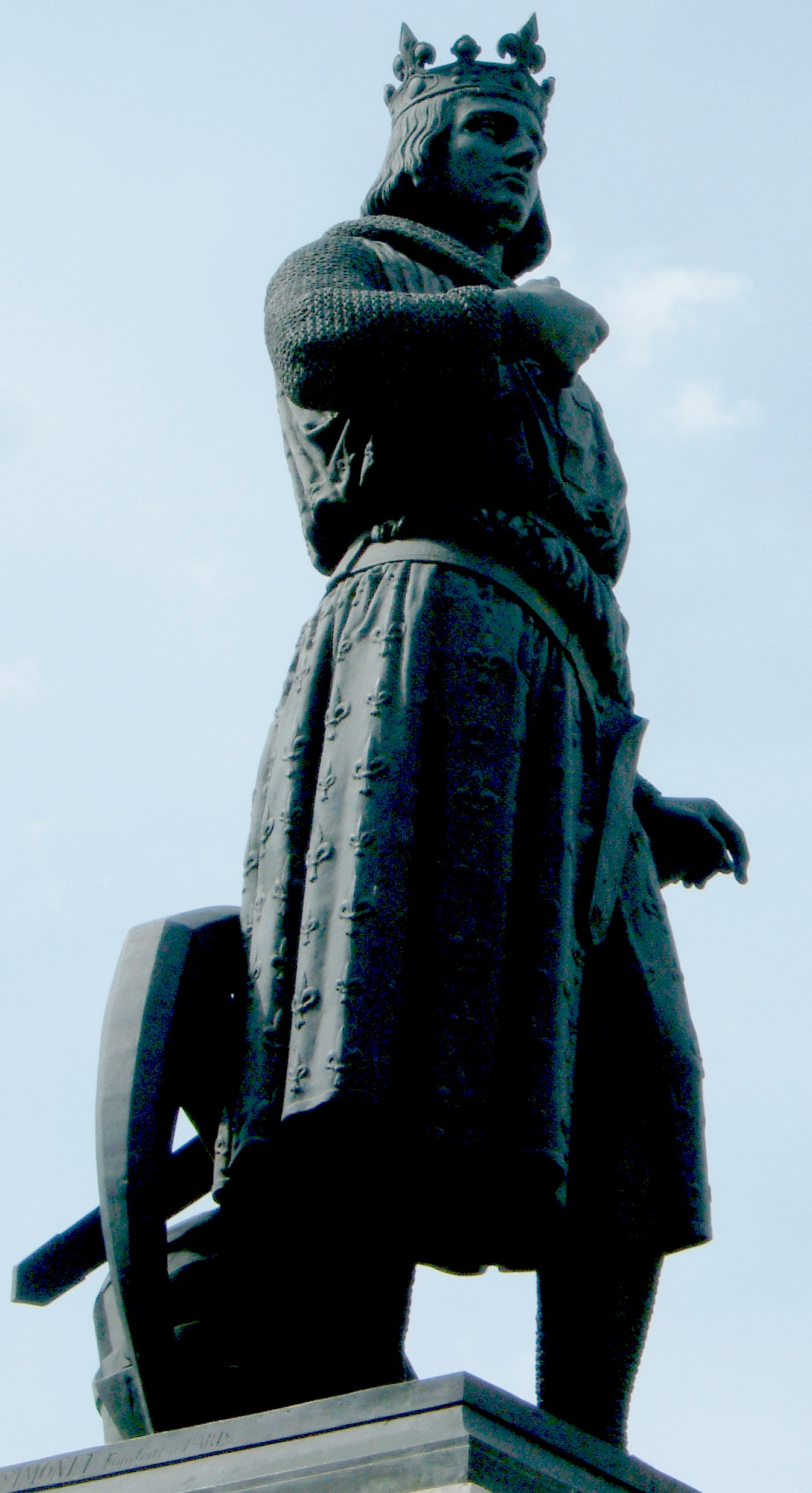
Statue Ludwig IX., des Heiligen, in Aigues-Mortes

Bis in das 13. Jahrhundert hinein besaß der französische König kein Land in Süd-Frankreich. Das Gebiet der Provence gehörte zum Heiligen Römischen Reich, während das Languedoc-Roussillon den Königen von Aragón gehörte.
1240 erwarb Ludwig IX., der Heilige, das Gebiet. Er ließ zwischen 1241 und 1250 zunächst die Tour de Constance errichten und begann 1248 mit der Anlage der Stadt als Bastide. Damit gewann er seinen ersten Mittelmeerhafen auf eigenem Gebiet. Von hier brach der König zum Sechsten (1248–1254) und Siebten Kreuzzug (1270) auf. 1270 starb Ludwig während des Kreuzzuges an Typhus. Die Stadt war zu dieser Zeit fast fertiggestellt. Auf dem Hauptplatz der Stadt steht eine Statue des Königs aus dem 19. Jahrhundert.
Ab 1268 wurde zur Finanzierung des Baus der Stadtmauer eine Steuer von einem Pfennig pro Pfund einer Ware erhoben. Die Nachfolger Ludwig IX., insbesondere sein Sohn Philipp der Kühne, ließen später ein Festungsviereck mit einem umlaufenden Wehrgang und 10 darin regelmäßig verteilten Stadttoren anlegen. Als Planer gilt der Baumeister Eudes de Montreuil. Das Fundament der von ihm entworfenen Stadtmauer ruht auf einer hölzernen Plattform, die von Eichenpfählen gestützt wird, die bis auf den festen Grund im Boden gerammt sind. Sie ist 1634 m lang. Während des Krieges mit Aragón stockte der Ausbau, wurde aber auf Betreiben Philipp IV. des Schönen wieder aufgenommen. Zu Beginn des 16. Jahrhunderts war die Stadtmauer vollendet. Sie ist heute noch vollständig erhalten. Aigues-Mortes gilt im Städtebau als herausragendes Beispiel der mittelalterlich-geschlossenen Stadt und wird bei Le Corbusier und Leonardo Benevolo besprochen.

### Frühe Neuzeit
Zunächst entwickelte sich Aigues-Mortes als Hafenstadt gut. Durch die Verlandung der Lagune wich das Meer allmählich immer weiter zurück. Die Stadt war bis zum 16. Jahrhundert einer der bedeutendsten Verkehrsknotenpunkte der französischen Mittelmeerküste. 1481 fiel die Provence an Frankreich und Marseille verdrängte die Stadt als führender französischer Mittelmeerhafen. Die wirtschaftliche Aktivität der Bewohner konzentrierte sich nun auf Handel, Weinbau und die Salinen.
Karl V. und Franz I. trafen sich 1538 in Aigues-Mortes, um Verhandlungen zu führen, die zum Friedensvertrag von Nizza führten.
In der Reformation wurde die Stadt hugenottisch. Am 22. August 1622 übergab ihr Kommandant, Gaspard III. de Coligny, später Herzog von Châtillon, die Stadt kampflos an Louis XIII., der mit einer Armee vor Aigues-Mortes erschienen war, um die Hugenottenrebellion im Languedoc zu unterdrücken. Das brachte de Coligny eine Belohnung von 5.000 Pfund und den Marschallstab ein.

### 19. Jahrhundert

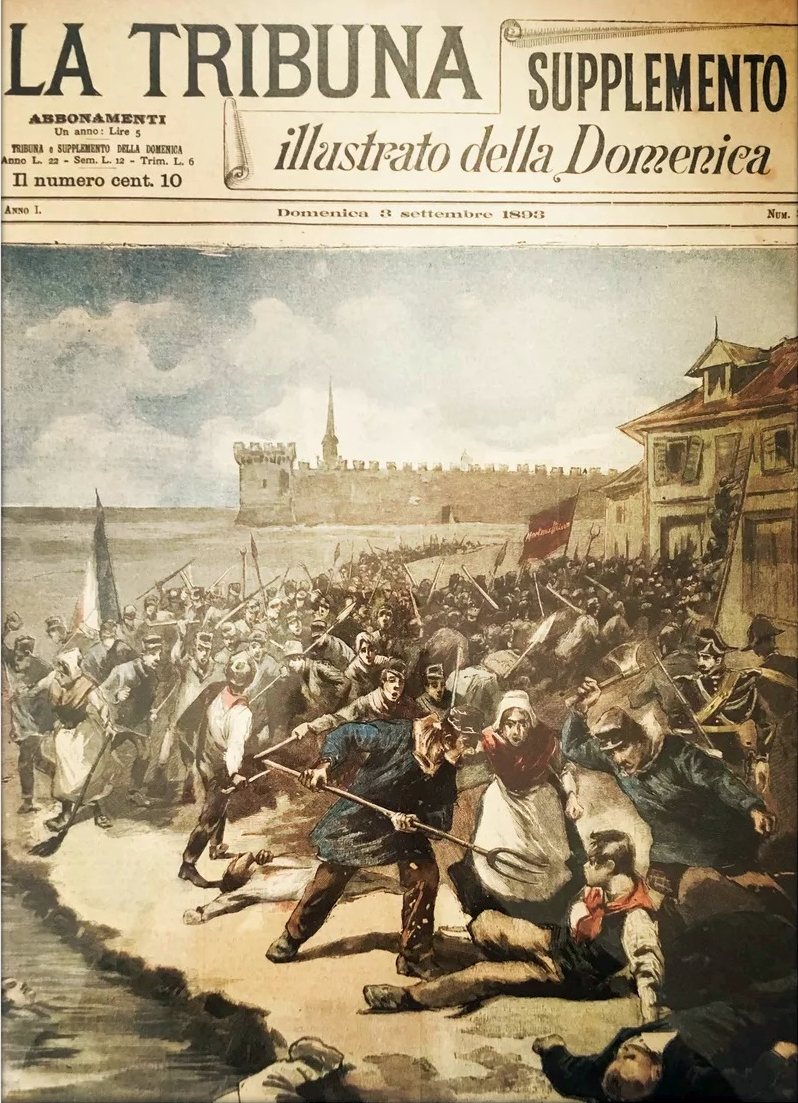
Darstellung des Angriffs auf die italienischen Salinenarbeiter in der Wochenzeitschrift La Tribuna vom 3. September 1893

Nachdem es im Juni 1881 in Marseille bereits zu den fremdenfeindlichen Vêpres marseillaises (dt. Marseiller Vesper) gekommen war, kam es Ende August 1893 in Aigues-Mortes zu schnell eskalierenden Spannungen zwischen Ortsansässigen und italienischen Wanderarbeitern und einem Massaker an Italienern. Diese Arbeiter wurden im ausgetrockneten Arbeitsmarkt von Franzosen als „voleurs d’emplois“ (dt. Arbeitsplatz-Diebe) diffamiert, sie galten als Unterbieter bei den Löhnen. Auch die beleidigende Bezeichnung babis (dt. Kröten) hielten manche Franzosen für die italienischen Kollegen bereit. Nunmehr arbeitslose und teilweise alkoholisierte Männer fanden sich ein.
Der erste Übergriff ereignete sich in der Saline Fangouse im Besitz der Compagnie des Salins du Midi. Nach offiziellen Angaben gab es 8 (bzw. 9) Tote und 50 Verletzte (davon nach offizieller Zählung 15 Schwerverletzte), während italienische Berichte von 50 Toten und 150 Schwerverletzten sprachen. In einem Gerichtsprozess wurden alle 16 Angeklagten zur Empörung der italienischen Öffentlichkeit freigesprochen. In ganz Italien kam es darauf zu anti-französischen Demonstrationen. In Frankreich reagierte ein Mob mit anti-italienischer Gewalt. Das offizielle Königreich Italien reagierte kaum, waren doch die Italiener in Frankreich aus ihrer Sicht politisch Abtrünnige.

### Bevölkerungsentwicklung
| Jahr                       | 1962 | 1968 | 1975 | 1982 | 1990 | 1999 | 2010 | 2017 |
| Einwohner                  | 4203 | 4197 | 4531 | 4472 | 4999 | 6012 | 8341 | 8325 |
| Quellen: Cassini und INSEE |      |      |      |      |      |      |      |      |

## Wappen
Das Wappen der Stadt stellt St. Martin dar, der seinen Mantel mit einem Bettler teilt. St. Martin ist der Schutzpatron der Stadt und der französischen Könige. Geistiger Vater des Wappens soll ein Waffenrichter namens d'Hozier gewesen sein, das Wappen stammt vom 26. April 1697.

## Sehenswürdigkeiten

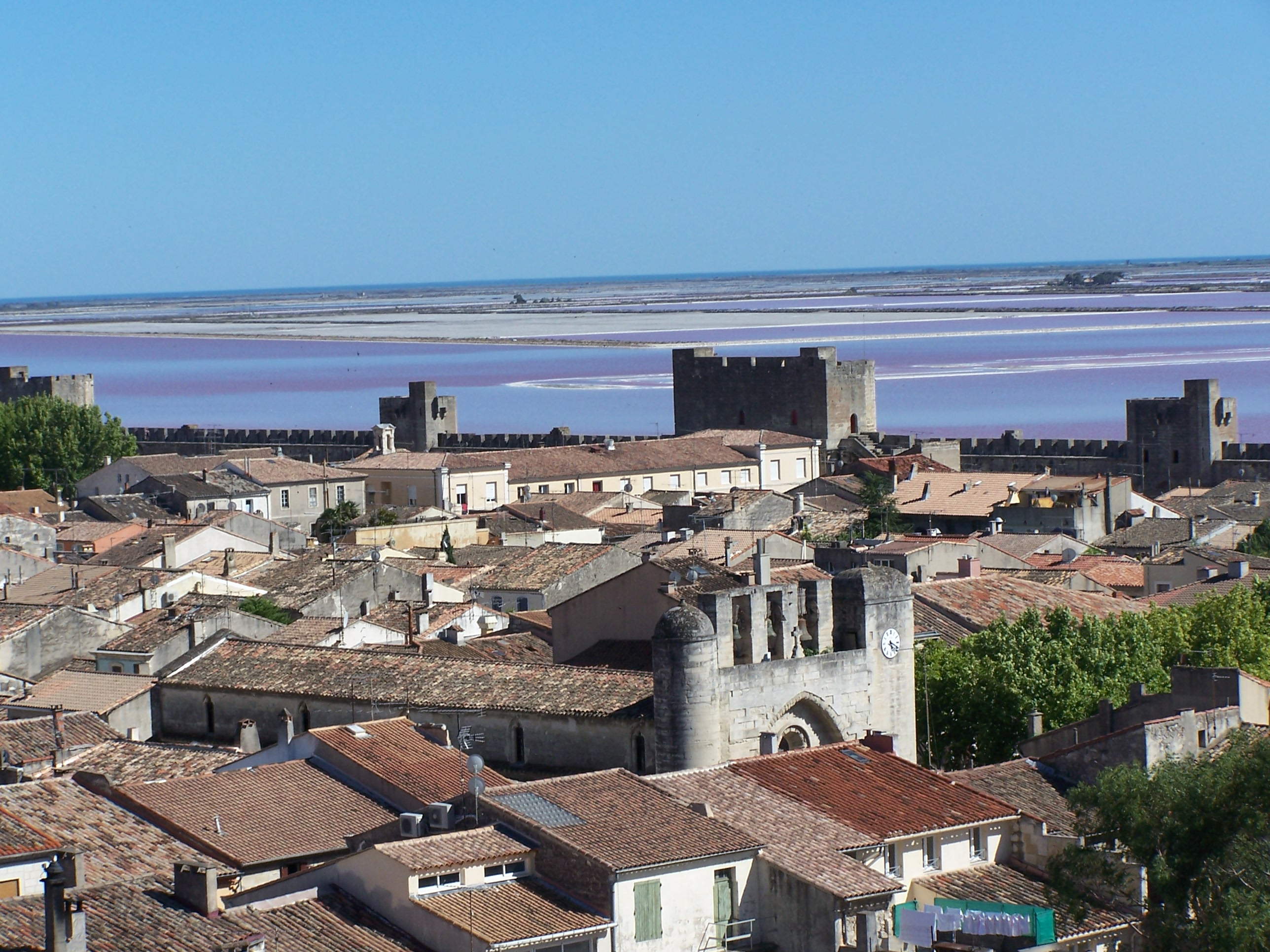
Blick über die Bastide, im Vordergrund die Kirche Notre-Dame-des-Sablons

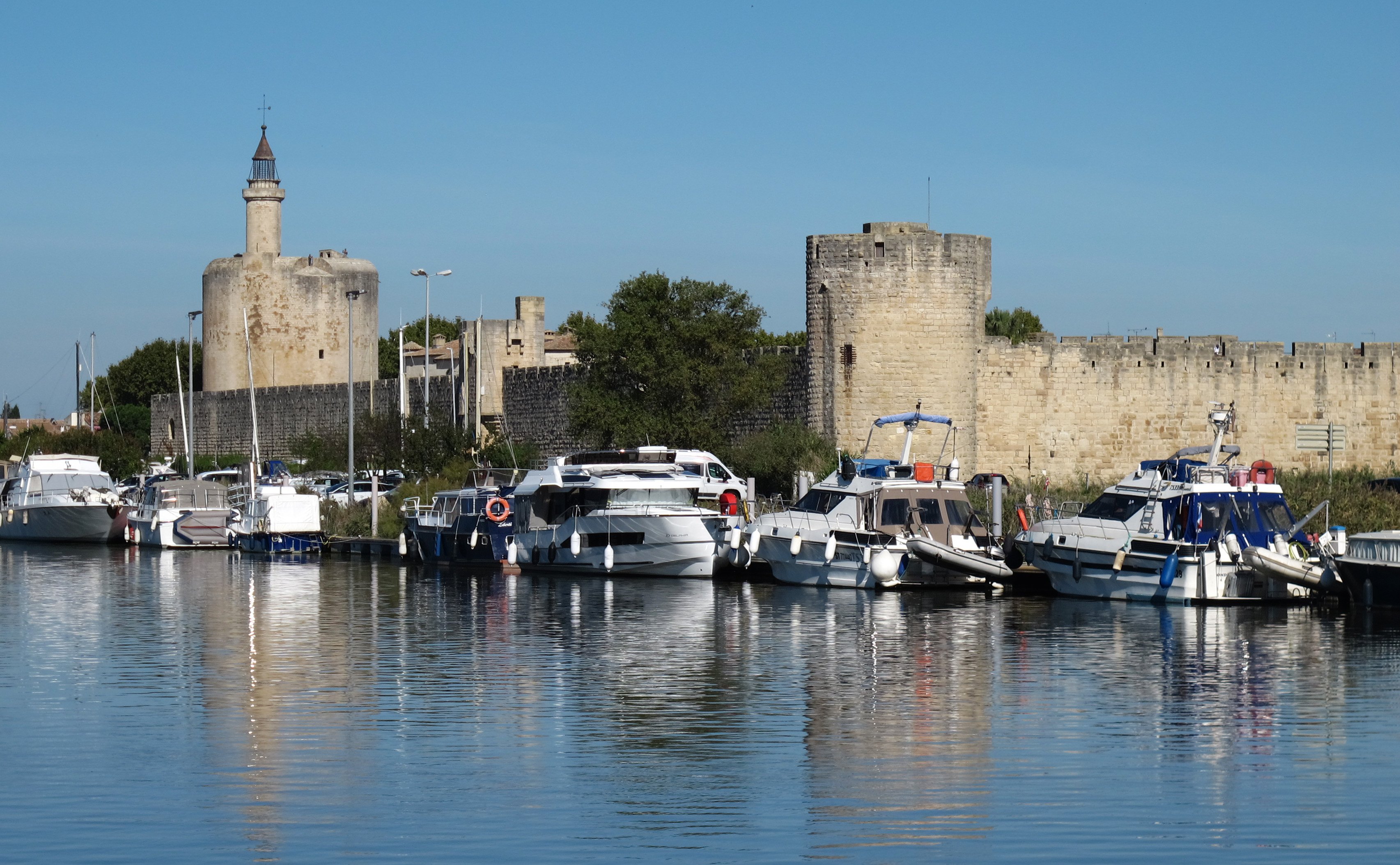
Stadtmauer am Canal du Rhône à Sète

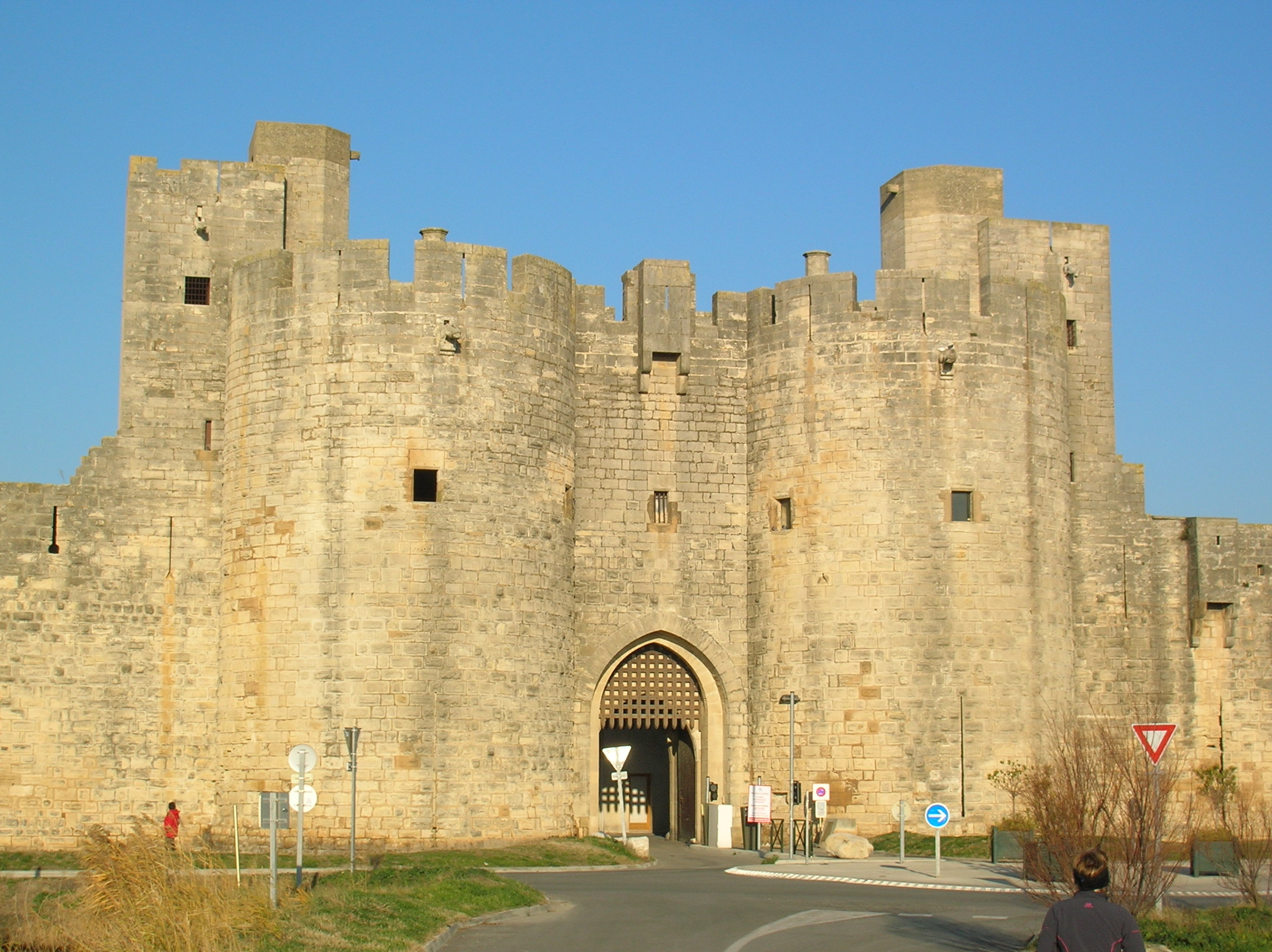
Stadttor Porte de la reine

Hauptsehenswürdigkeit ist die vollständig erhaltene Stadtmauer mit dem Wehrturm Tour de Constance. Dieser und andere Türme der Stadtmauer dienten zur Zeit der Hugenottenkriege als Gefängnis für Protestanten. Abraham Mazel, einem Anführer der protestantischen Widerstandsbewegung (Kamisarden), gelang 1705 die unmöglich erschienene Flucht aus diesem Turm. Die durch ihre lange Gefängnisstrafe bekannt gewordene Marie Durand war dort 38 Jahre, von 1730 bis 1768, lang eingekerkert, da sie ihrem protestantischen Glauben nicht abschwor.
Im Mittelalter lag Aigues-Mortes inmitten eines Sumpfgebiets. Der einzige Zugang zur Stadt von der Landseite führte durch den Wacht- und Zollturm Tour Carbonnière, dessen älteste erhaltene Erwähnung von 1346 stammt. Der Turm liegt 3,2 km nordnordöstlich der Bastide auf dem Gebiet der Gemeinde Saint-Laurent-d’Aigouze.
Die Kirche Notre-Dame-des-Sablons war Ausgangspunkt des siebten und des achten Kreuzzugs. Sehenswert sind auch die Kapellen der Grauen und der Weißen Büßer (Chapelle des Pénitents gris und Chapelle des Pénitents blancs).

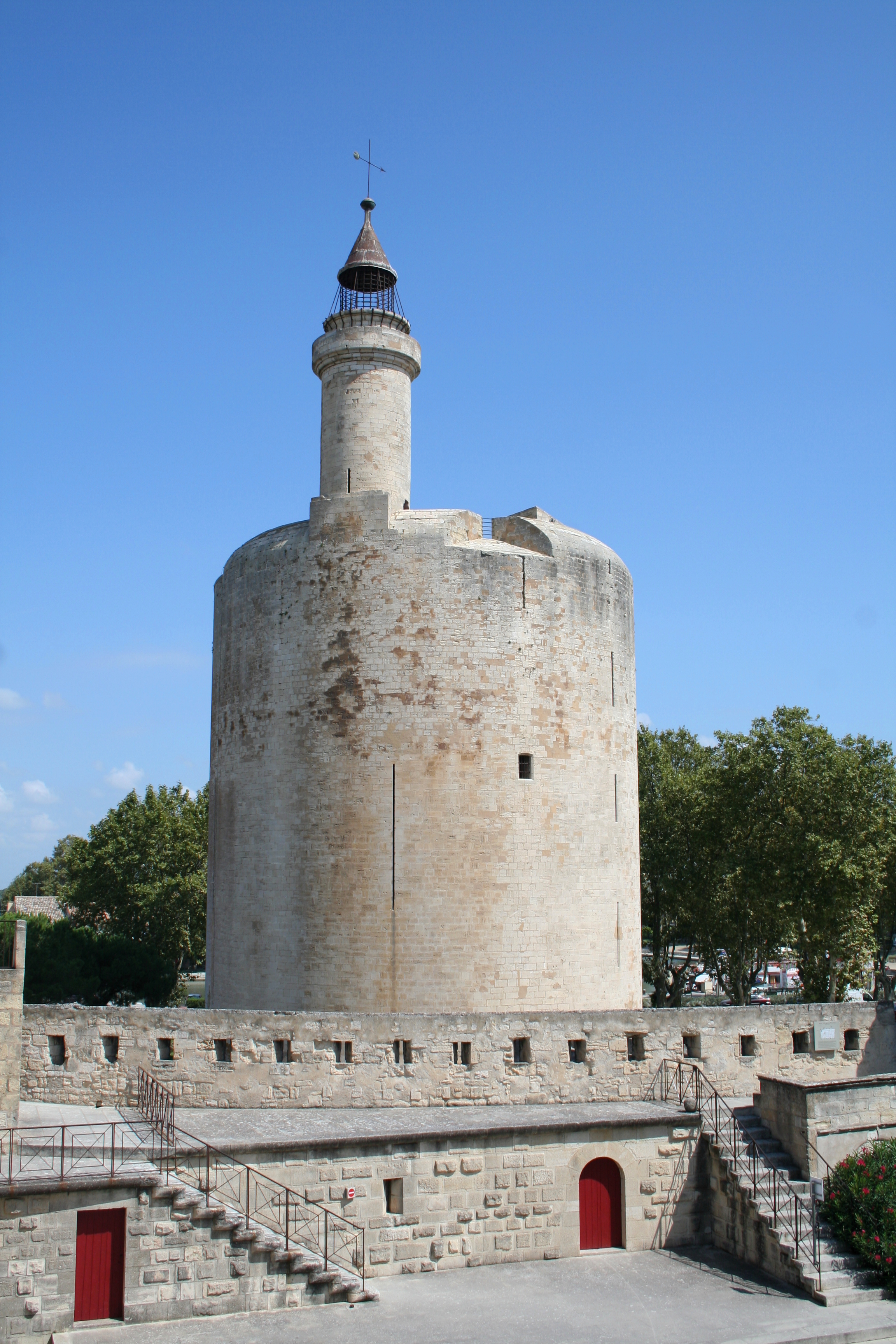
Tour de Constance
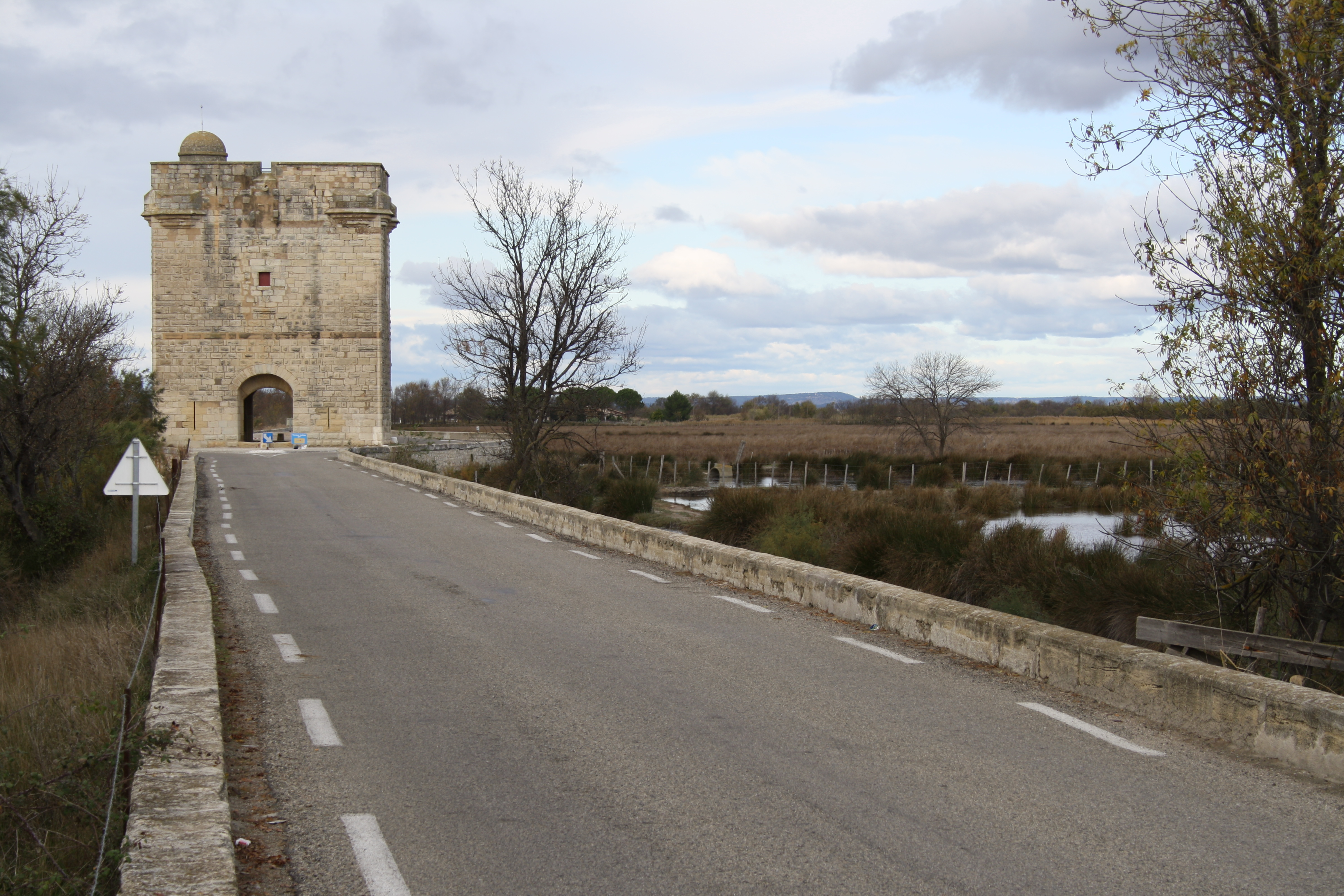
Tour Carbonnière
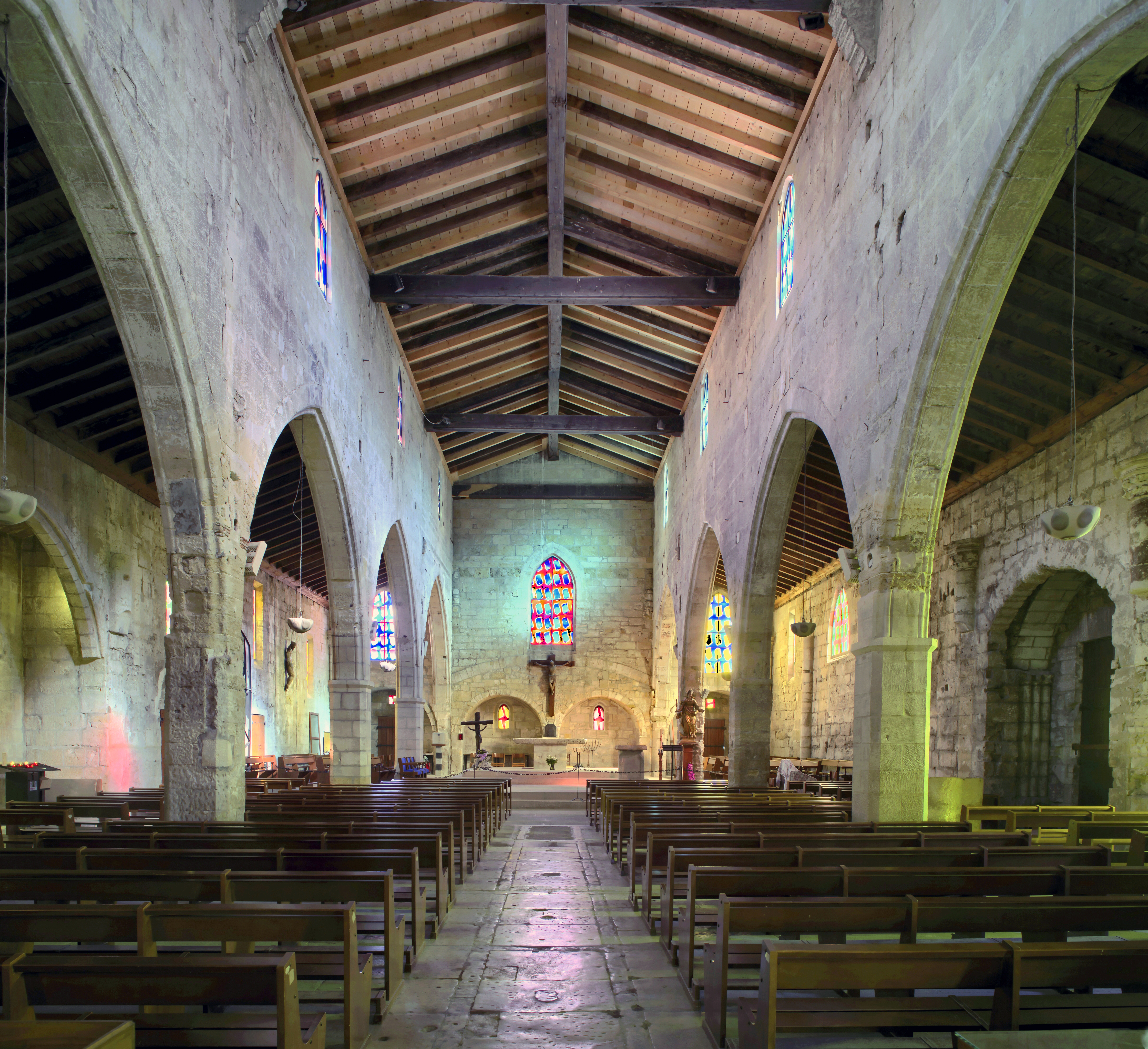
Innenraum der Kirche Notre-Dame-des-Sablons
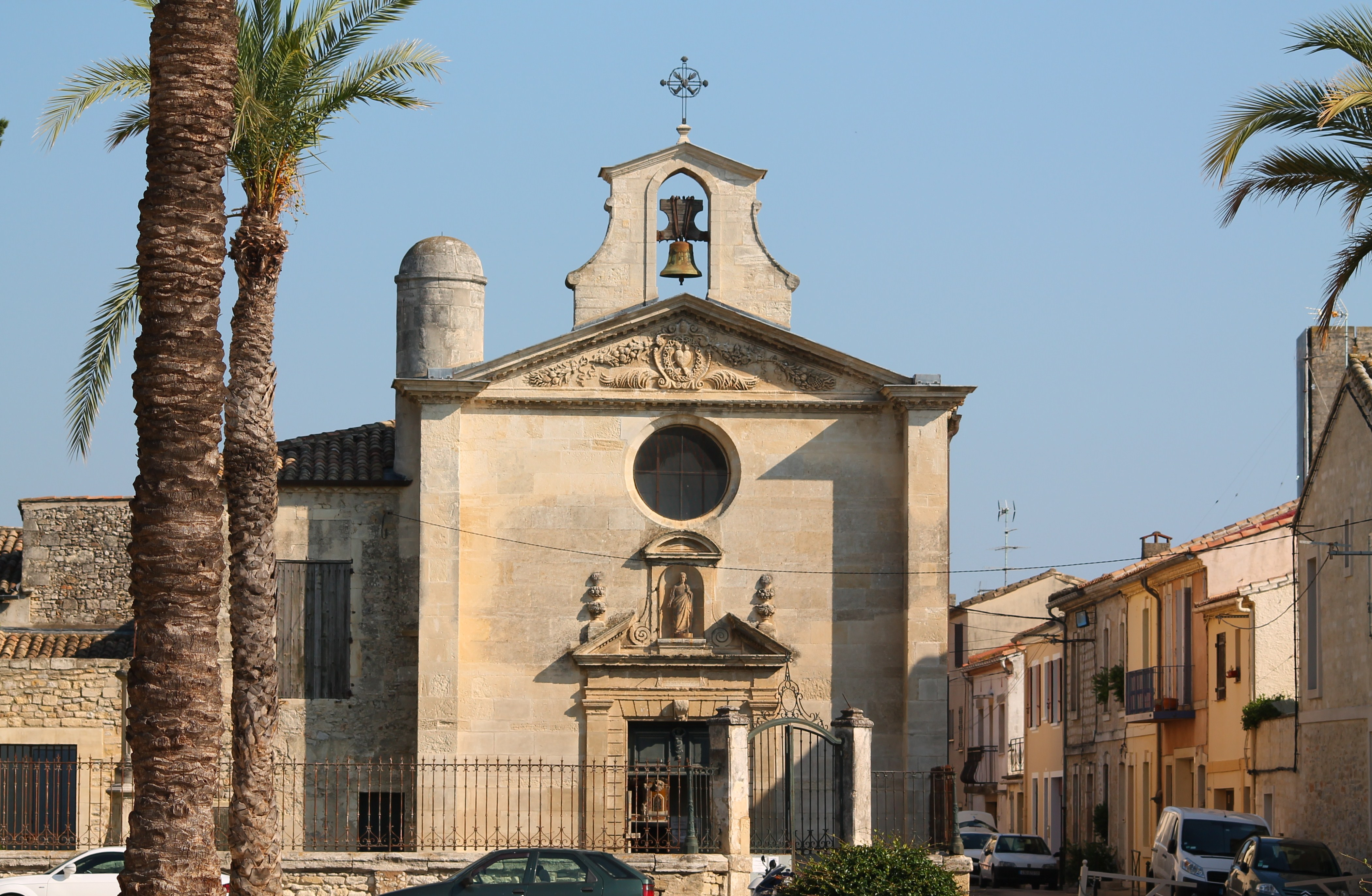
Chapelle des Pénitents gris
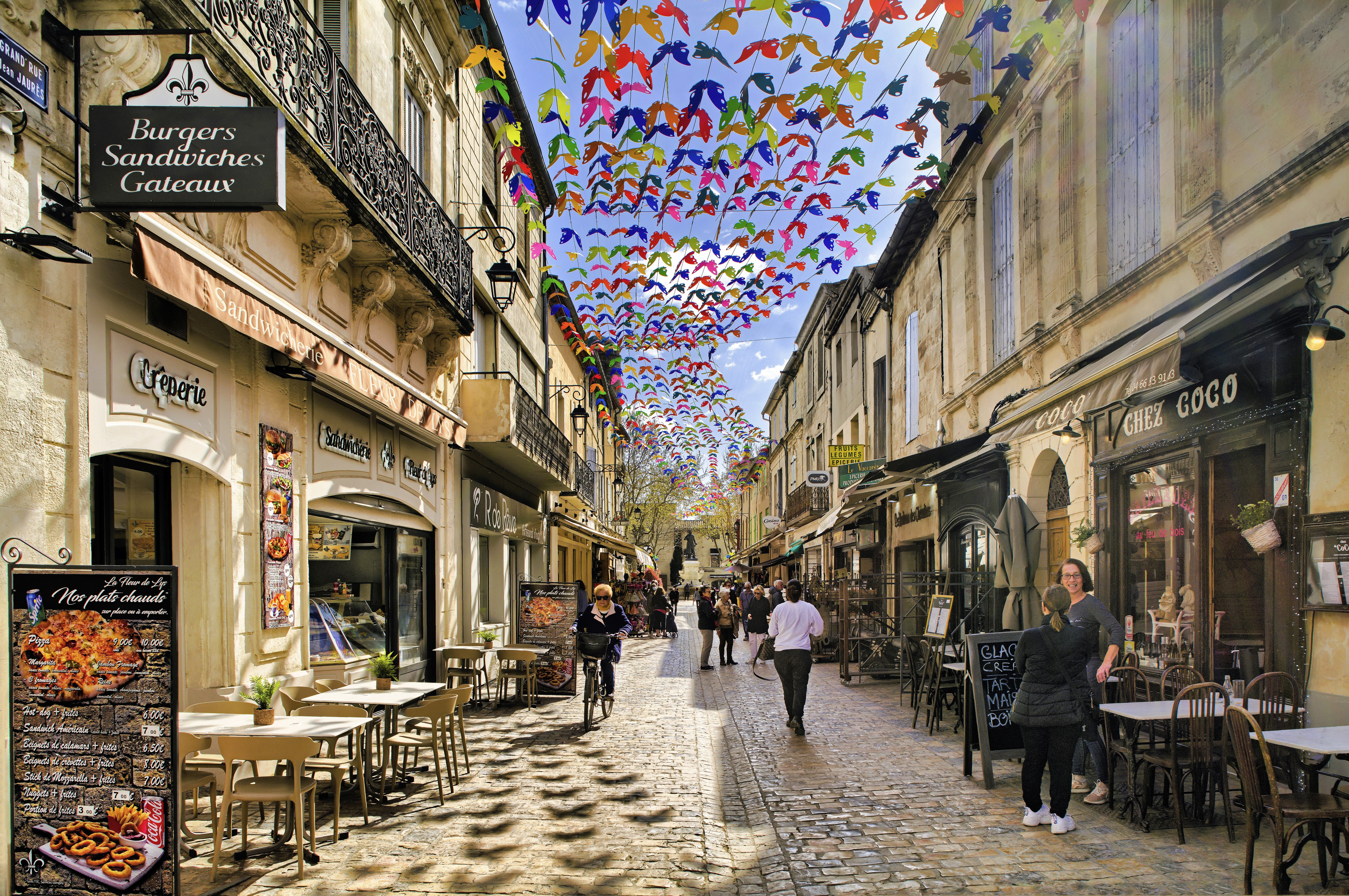
Grand Rue Jean Jaurès

## Verkehr

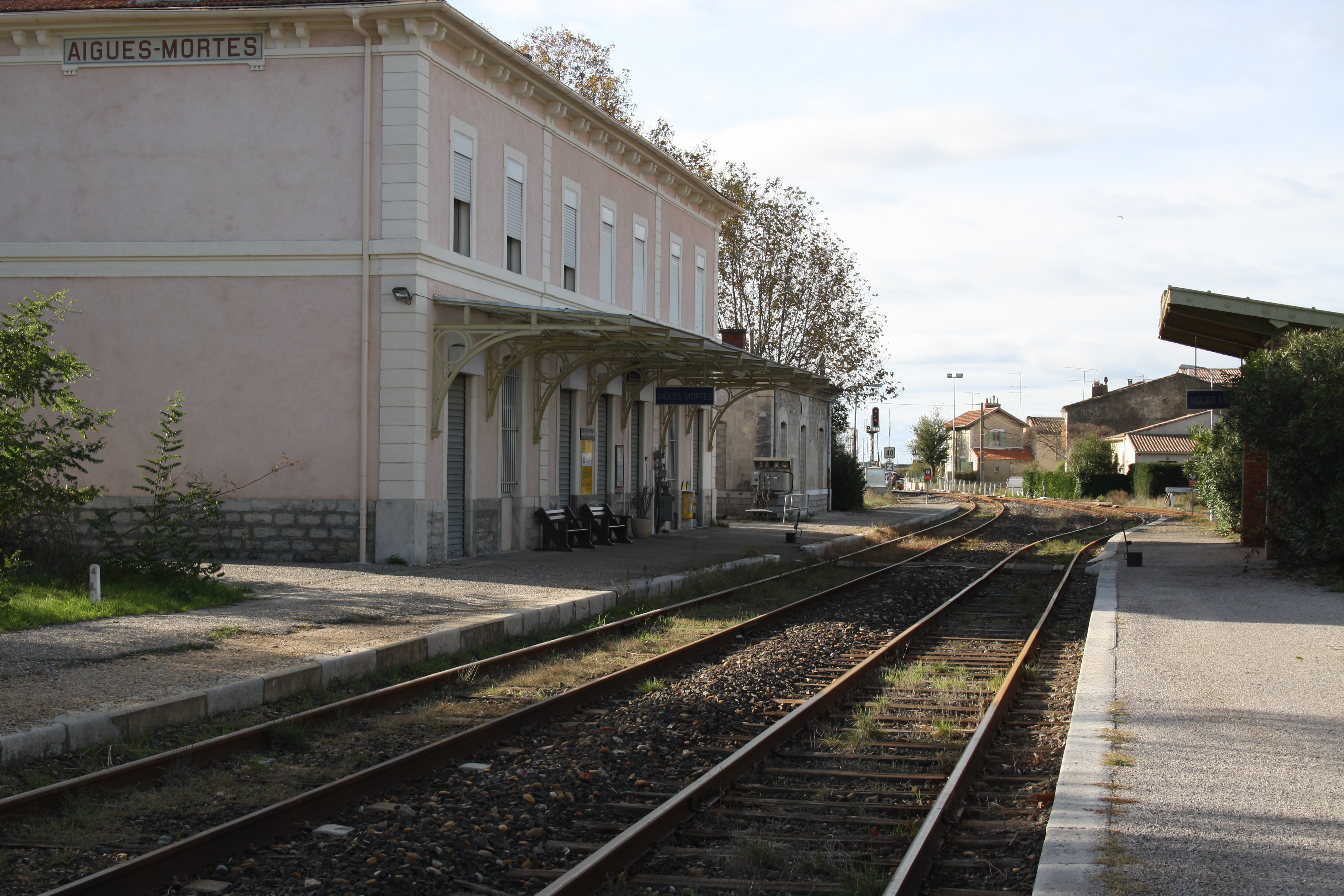
Bahnhof Aigues-Mortes

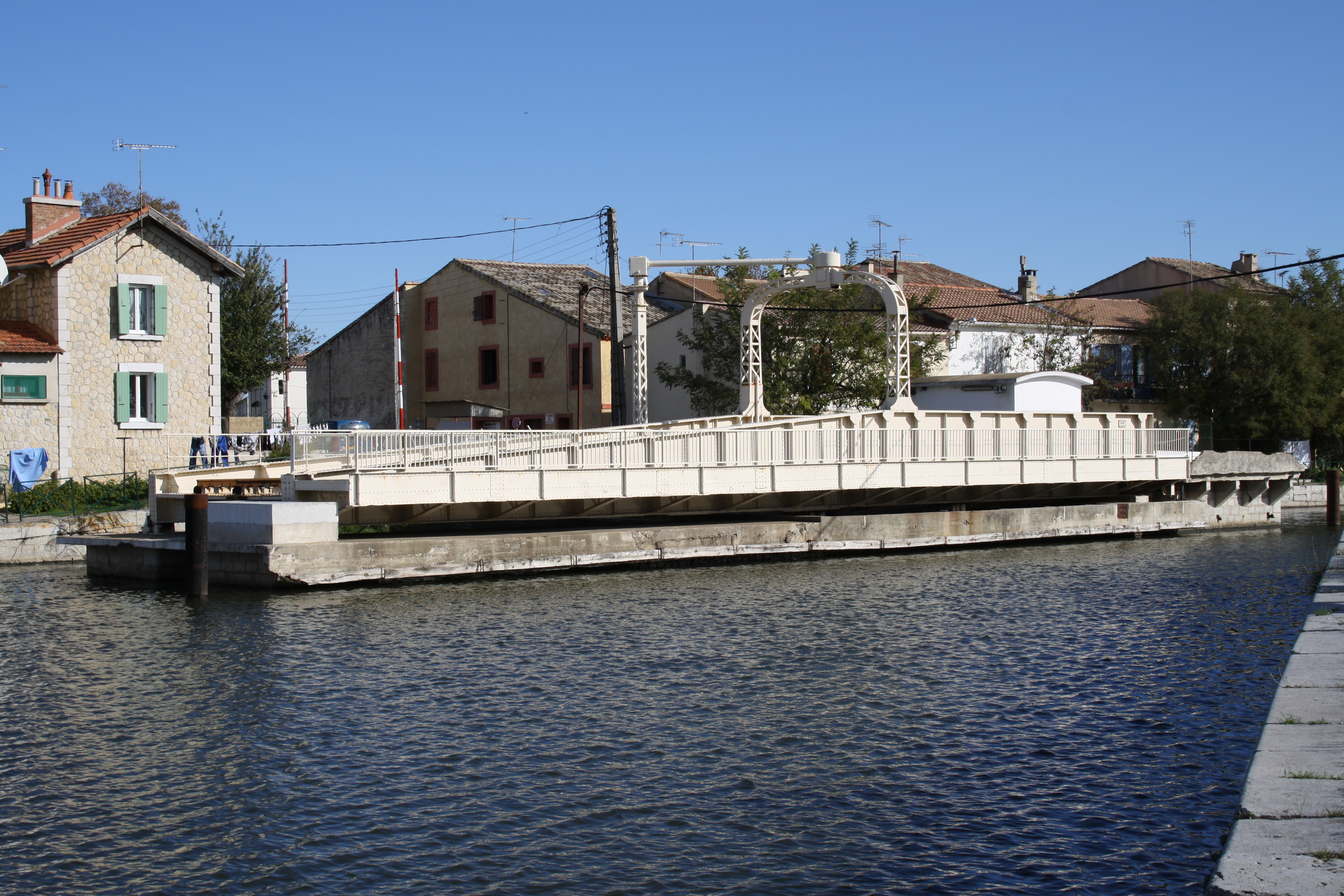
Eisenbahn-Drehbrücke über den Canal du Rhône à Sète in geöffnetem Zustand

Aigues-Mortes liegt an der Bahnstrecke Saint-Césaire–Le Grau-du-Roi. Die eingleisige, nicht elektrifizierte Strecke wurde 1873 von der Compagnie des chemins de fer de Paris à Lyon et à la Méditerranée (P.L.M.) eröffnet, zunächst war Aigues-Mortes deren südlicher Endpunkt. 1909 wurde sie über den Canal du Rhône à Sète bis Grau-du-Roi verlängert; unmittelbar südlich des Bahnhofs wurde eine 21 m lange Drehbrücke errichtet, auf der sie die Einfahrt zum Stadthafen quert.
Hauptstraße in Nord-Süd-Richtung ist die Route départementale D 979, die bei Codognan von der Route nationale 113 abzweigt und in Grau-du-Roi endet. Sie wird in Aigues-Mortes von der West-Ost-Achse D 62–D 58 (Carnon–Sylvéréal) gekreuzt. Nächste Autobahn ist die Autoroute A 9, die bei Orange in die Richtung Paris führende A 7 („Autoroute du Soleil“) mündet und in südlicher Richtung bis zur spanischen Grenze führt.
Der schiffbare Süßwasserkanal Canal du Rhône à Sète wurde 1806 in Betrieb genommen. In Aigues-Mortes zweigt ein Seitenkanal nach Grau-du-Roi ab, der dort ins Mittelmeer mündet.

## Humor und Wirtschaft
2011 wurde in der Stadt das „Fürstentum Aigues-Mortes“ (Principauté d'Aigues-Mortes) zur Förderung lokaler Initiativen gegründet, dem Vernehmen nach eine Mikronation. Seit 2017 gibt dieses den „Flamant“ ein lokales Zahlungsmittel heraus, mit der in über 20 Geschäften in der Stadt bezahlt werden kann.

## Persönlichkeiten
- Emmanuel Théaulon (1787–1841), Dramatiker und Librettist

## Sonstiges
Der erste Teil von Ernest Hemingways The Garden of Eden (deutsch: Der Garten Eden), einem 1986 postum erschienenen Roman über eine Ménage à trois, spielt unter anderem in Aigues-Mortes und dem benachbarten Le Grau-du-Roi.